# Jan Krupski (wspinacz)
Jan Krupski (ur. 24 czerwca 1924 w Zakopanem, zm. 8 marca 2018 tamże) – polski poeta, taternik, alpinista, instruktor narciarski, ratownik górski i przewodnik tatrzański I klasy, przewodnik UIAGM, uczestnik kampanii wrześniowej.

## Życiorys
Taternictwo uprawiał od 1941, m.in. w towarzystwie Józefa Uznańskiego, Józefa Świerka, Józefa Mitkiewicza. Uczestniczył w pierwszych wejściach taternickich, np. środkiem południowej ściany Niebieskiej Turni (1943), środkiem północnej ściany Wielkiego Giewontu (1957) i Długiego Giewontu (1960). Przewodnikiem tatrzańskim został w 1951 r. Instruktor przewodnictwa tatrzańskiego od 1960.
Był długoletnim członkiem Zarządu Oddziału Tatrzańskiego PTTK w Zakopanem. Był członkiem Koła Przewodników Tatrzańskich im. Klimka Bachledy w Zakopanem. Od 1956 z krótką przerwą był w jego zarządzie, jako prezes w latach 1966–1980 i od 1982. Od 1965 członek Wojewódzkiej Komisji Przewodnickiej PTTK i komisji egzaminacyjnej dla przewodników tatrzańskich. Położył wielkie zasługi przy tworzeniu i organizacji powojennego przewodnictwa tatrzańskiego.
Od 1945 członek TOPR, potem Grupy Tatrzańskiej GOPR, brał udział w wielu wyprawach ratunkowych. Od 1947 malował amatorsko pejzaże tatrzańskie, sceny z działalności taterników i ratowników tatrzańskich, portrety, m.in. przewodników tatrzańskich.
Był członkiem honorowym Koła Przewodników Tatrzańskich w Zakopanem. Pochowany na Nowym Cmentarzu przy ulicy Nowotarskiej w Zakopanem (kw. L-A-8).
Tablicę, poświęconą pamięci J. Krupskiego, odsłonięto 22 czerwca 2024 r. na murze pamięci wokół kaplicy Matki Bożej Jaworzyńskiej Królowej Tatr na Wiktorówkach. Autorem tablicy jest prof. Karol Gąsienica-Szostak.

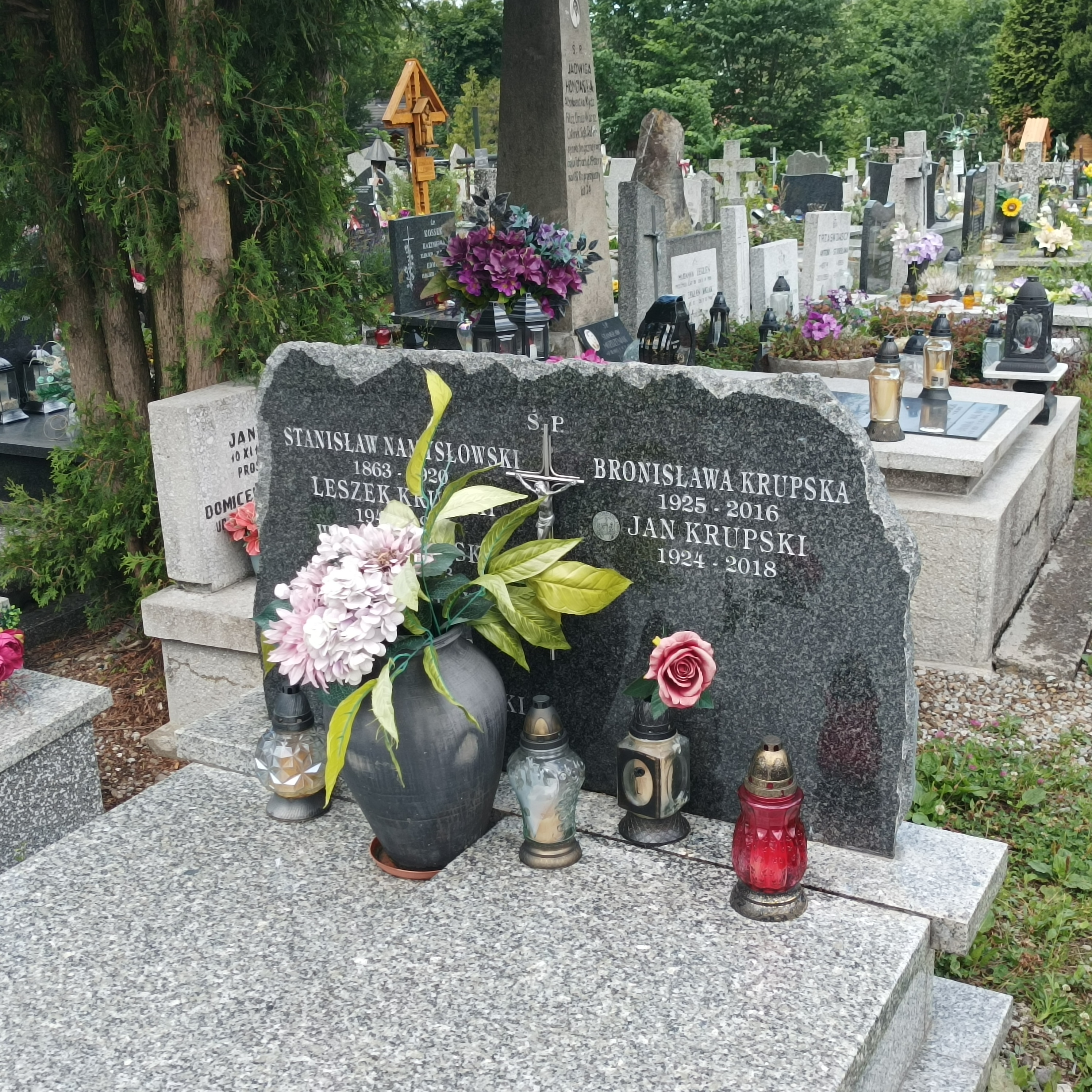
Grób Jana Krupskiego na Nowym Cmentarzu w Zakopanem